# Lisbon (Dakota du Nord)
Pour les articles homonymes, voir Lisbon.
La ville de Lisbon est le siège du comté de Ransom, dans l’État du Dakota du Nord, aux États-Unis. Sa population, qui s’élevait à 2 154 habitants lors du recensement de 2010, est estimée à 2 051 habitants en 2019.

## Histoire
La localité a été fondée en 1880 par Joseph L. Colton, qui l’a nommée en hommage à Lisbon, une ville de l’État de New York.

## Démographie
| 1890 | 1900  | 1910  | 1920  | 1930  | 1940  |
| ---- | ----- | ----- | ----- | ----- | ----- |
| 935  | 1 046 | 1 758 | 1 855 | 1 650 | 1 997 |

| 1950  | 1960  | 1970  | 1980  | 1990  | 2000  |
| ----- | ----- | ----- | ----- | ----- | ----- |
| 2 031 | 2 093 | 2 090 | 2 283 | 2 177 | 2 292 |

| 2010  | - | - | - | - | - |
| ----- | - | - | - | - | - |
| 2 154 | - | - | - | - | - |

## Climat
Selon la classification de Köppen, Lisbon a un climat continental humide, abrégé Dfb.

## Galerie photographique

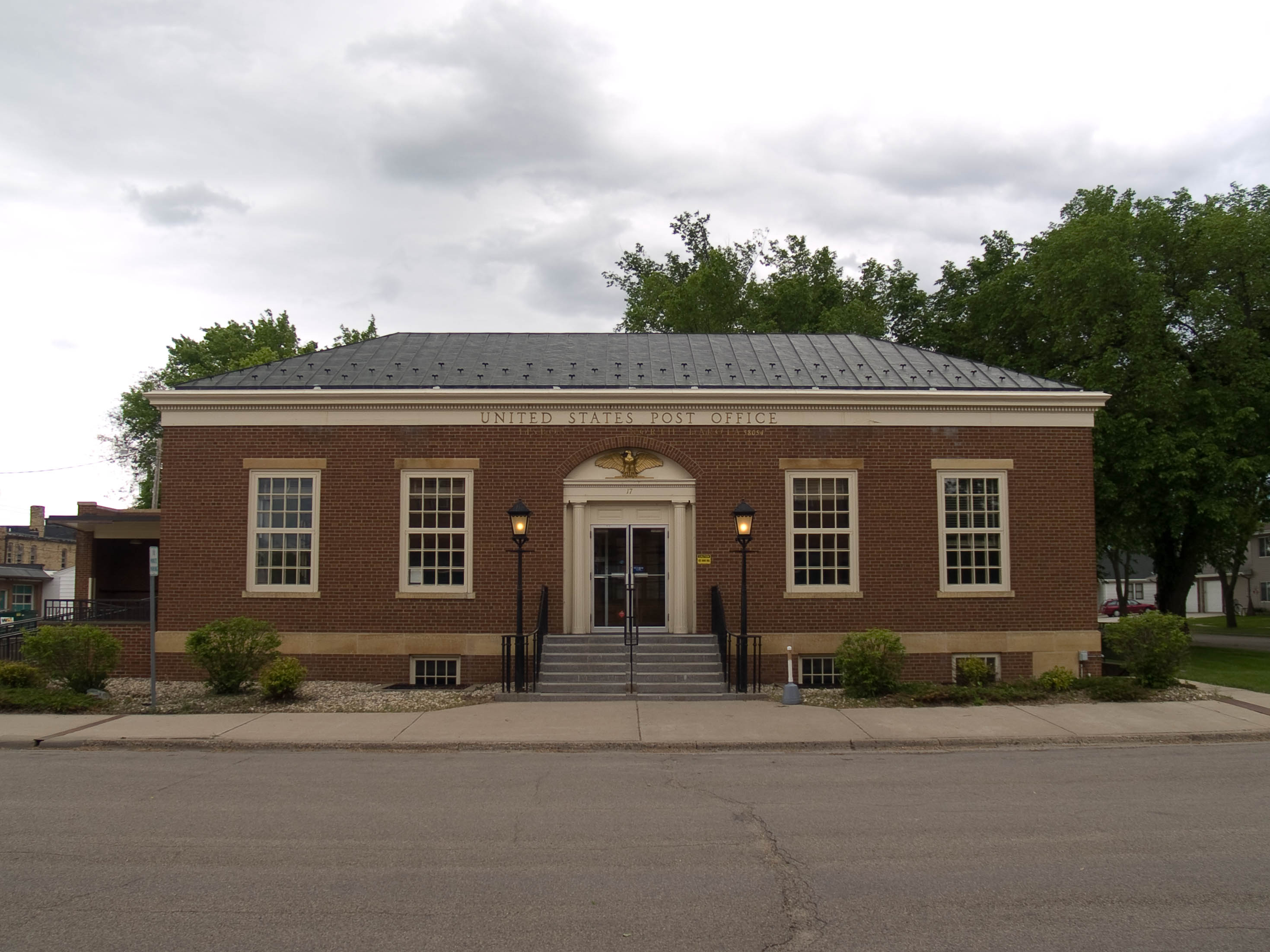
Le bureau de poste de Lisbon
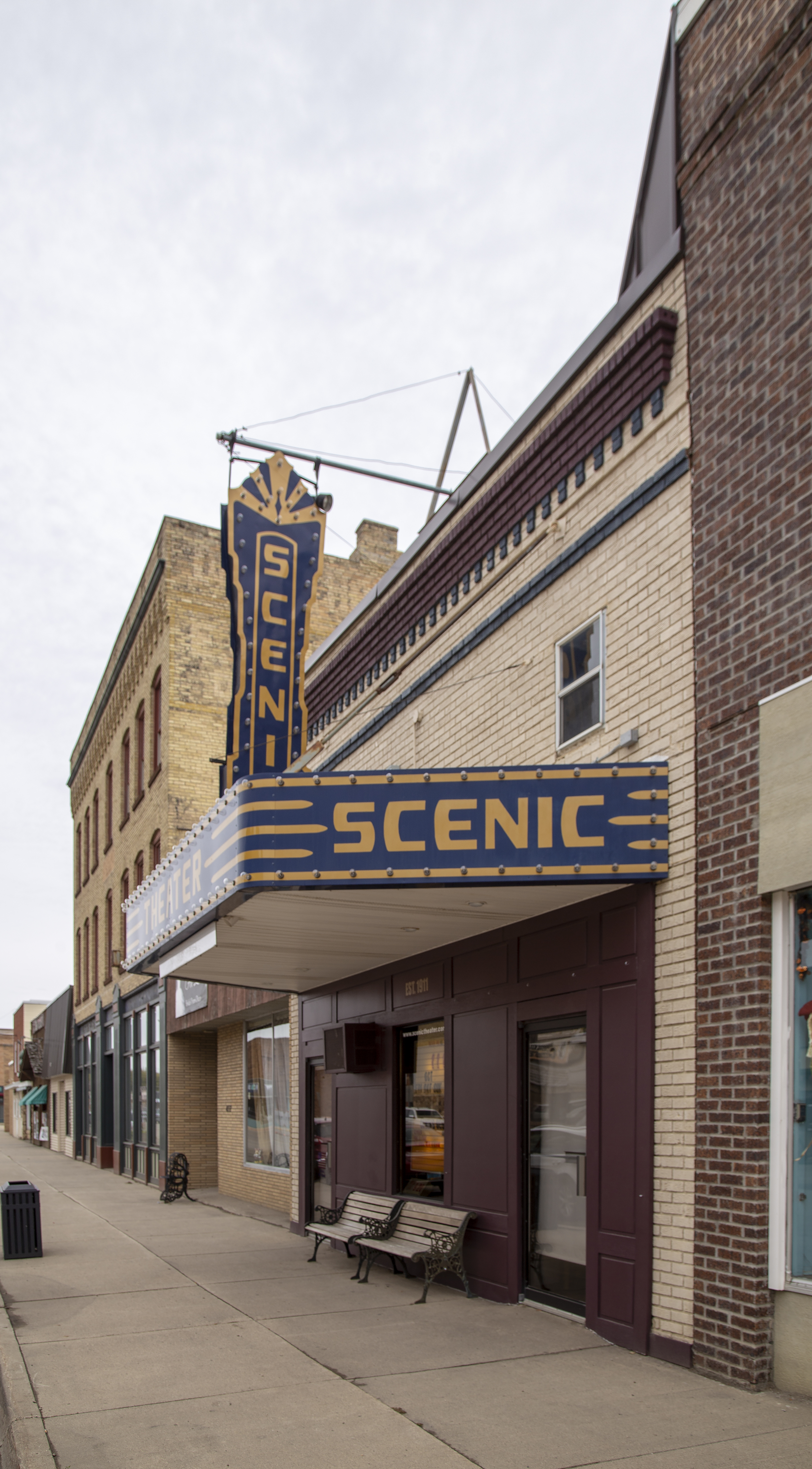
Le Scenic Theater